# 80810 Georgewinters
80810 Georgewinters è un asteroide della fascia principale. Scoperto nel 2000, presenta un'orbita caratterizzata da un semiasse maggiore pari a 2,8393204 au e da un'eccentricità di 0,0870366, inclinata di 16,21306° rispetto all'eclittica.